# Louis Feuillard
 (janvier 2016).
Si vous disposez d'ouvrages ou d'articles de référence ou si vous connaissez des sites web de qualité traitant du thème abordé ici, merci de compléter l'article en donnant les références utiles à sa vérifiabilité et en les liant à la section « Notes et références ».
Pour les articles homonymes, voir Feuillard.

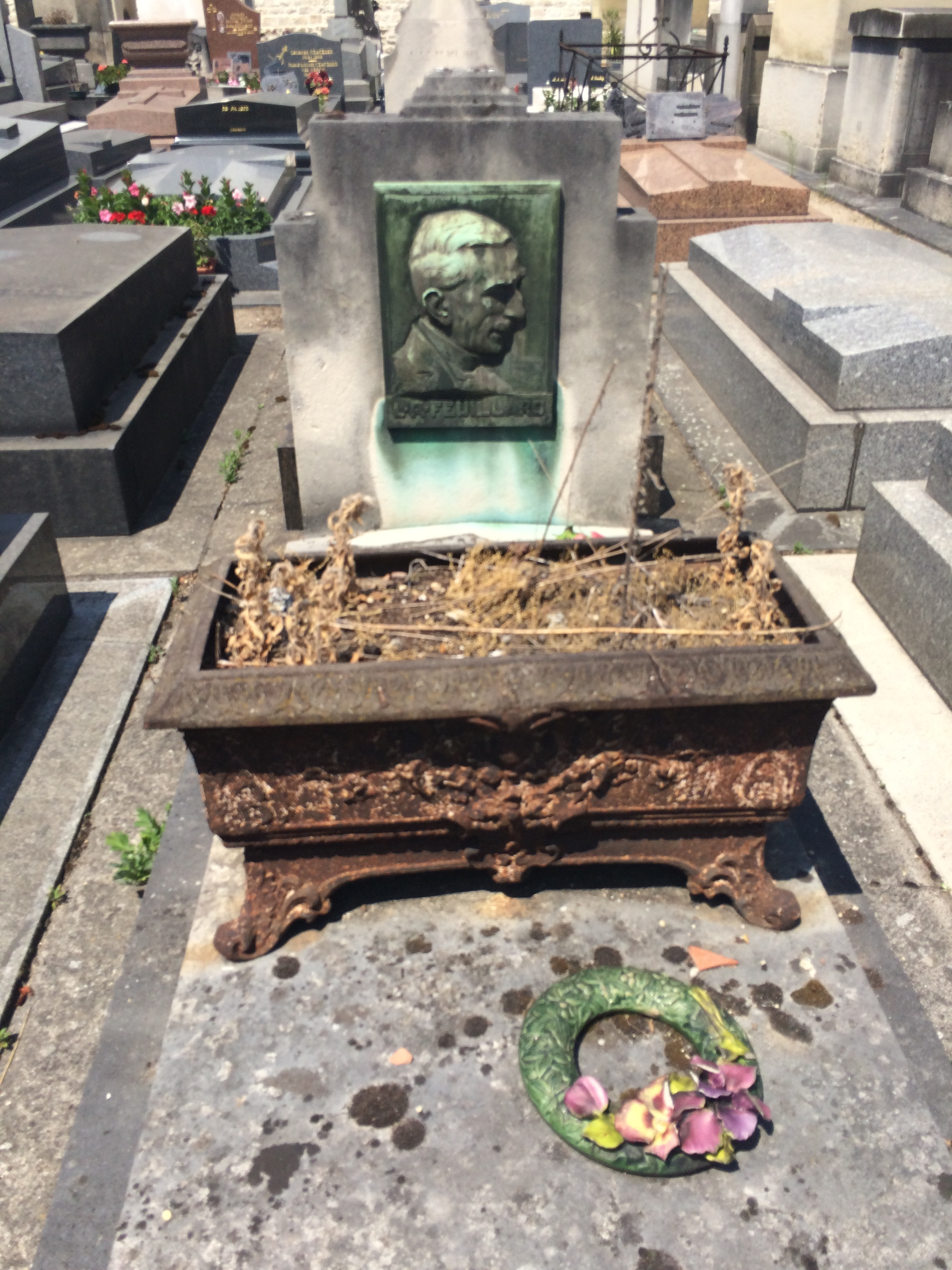
Sépulture de Louis Feuillard au cimetière d'Auteuil (div. 4) à Paris.

Louis Feuillard (Dijon, 20 juin 1872 - Louveciennes, 18 septembre 1941) est un professeur du Conservatoire de Paris, un musicien de chambre et un violoncelliste de quatuor.
Il a été reconnu pour ses talents d'enseignant principalement en tant que professeur du violoncelliste Paul Tortelier. Ses Exercices journaliers reprennent les aspects les plus importants de la technique de violoncelle, tels que des exercices en positions du manche et du pouce et des exercices d'archet. C'est en particulier en raison de la structure logique des exercices qu'ils sont rentrés dans l'apprentissage standard du violoncelle depuis leur publication en 1919.